# Asamblea de Ronda

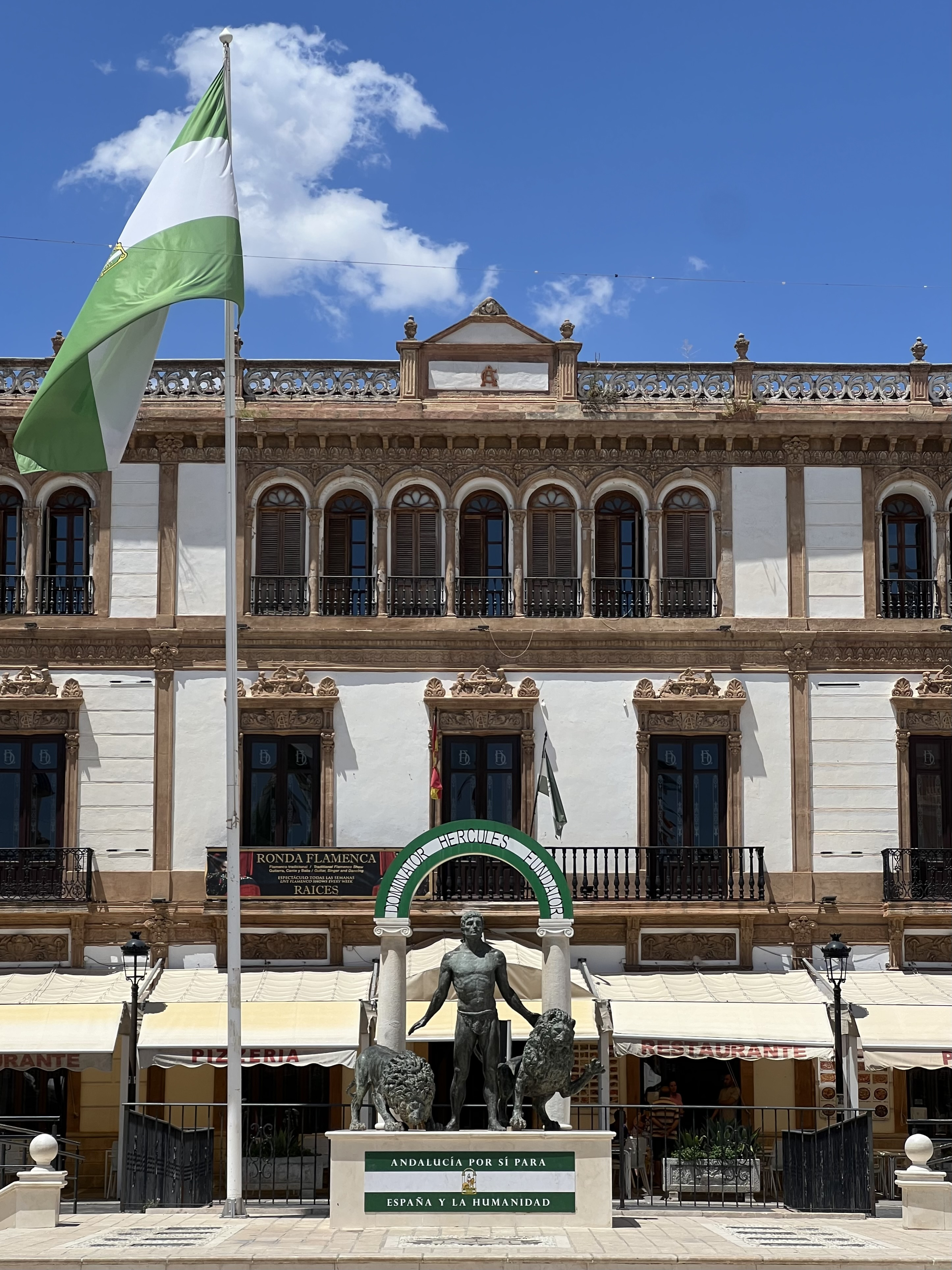
Estatua de Hércules, delante del edificio del Círculo de Artistas de Ronda, donde tuvo lugar la Asamblea de Ronda

Se conoce como Asamblea de Ronda, o Asamblea de las provincias andaluzas en Ronda a una asamblea andalucista convocada por los Centros Andaluces que tuvo lugar en la ciudad malagueña de Ronda en enero de 1918. Se trató de la primera asamblea regionalista andaluza, donde, según Blas Infante, se habría acordado la adopción de lo que él mismo llamó las insignias de Andalucía: la bandera y el escudo de Andalucía. Sin embargo, según Enrique Iniesta, en las actas de las sesiones en Ronda nada se afirmó respecto a la bandera, cuya primera mención aparecería casi dos años después.
En esta asamblea, además, se asume el proyecto de Constitución Federal para Andalucía de 1883, conocido como Constitución de Antequera, como Carta Magna para Andalucía y se esboza un programa político de actuación, que supondría la continuación del despliegue del movimiento andalucista iniciado a finales del siglo XIX y cuyos antecedentes más inmediatos fueron la fundación en 1916 del primer Centro Andaluz en Sevilla, presidido por Infante, y de la revista Andalucía, órgano de relación entre los correligionarios del andalucismo. En la asamblea se debatieron temas como centralismo, caciquismo, hambre y pan, y se reclamó la autonomía de «la Patria Andaluza» ante la Sociedad de Naciones. En ella se llama a Andalucía «país» y «nacionalidad».
La Asamblea de Ronda sería continuada por la Asamblea de Córdoba de 1919.